# Nandgaon
Nandgaon es un pueblo y nagar Panchayat situado en el distrito de Mathura en el estado de Uttar Pradesh (India). Su población es de 11517 habitantes (2011). 

## Demografía
Según el censo de 2011 la población de Nandgaon era de 11517 habitantes, de los cuales 6187 eran hombres y 5330 eran mujeres. Nandgaon tiene una tasa media de alfabetización del 62,68%, inferior a la media estatal del 67,68%: la alfabetización masculina es del 75,79%, y la alfabetización femenina del 47,45%.